# Nomi (Ishikawa)
Nomi (能美市?, Nomi-shi) è una città giapponese della prefettura di Ishikawa.